# Hans Müller (Schachspieler)

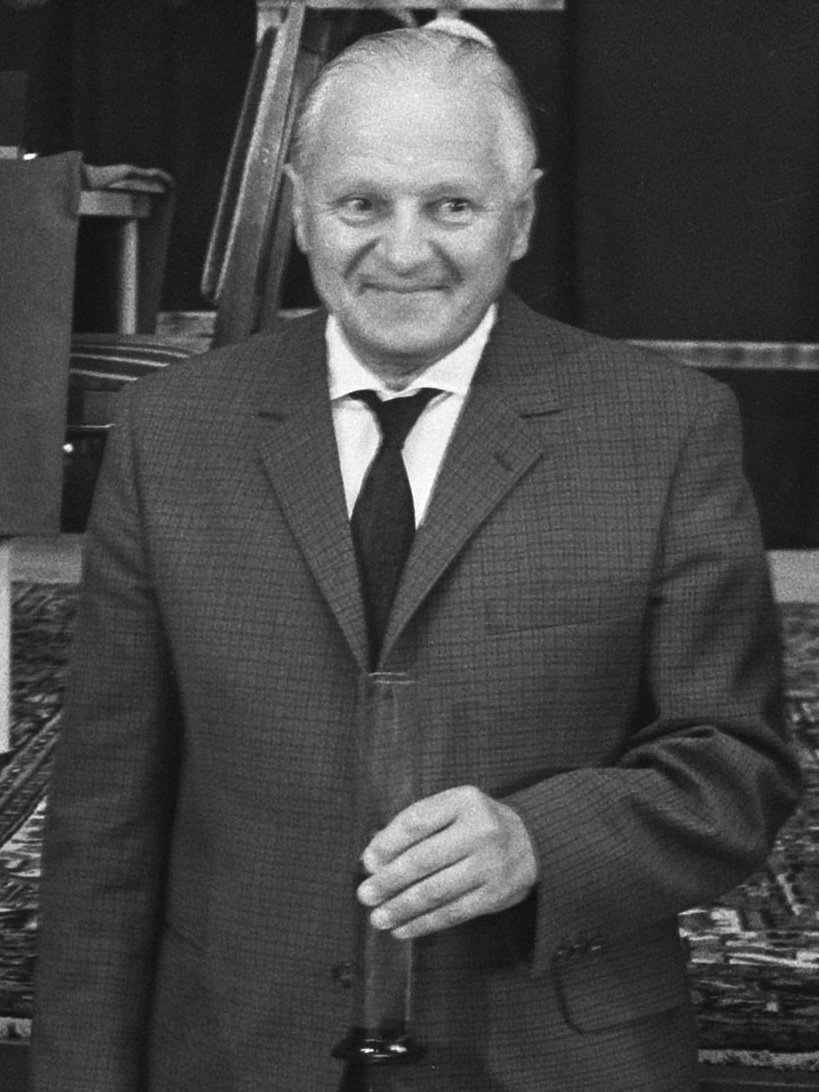
Hans Müller (Juli 1969)

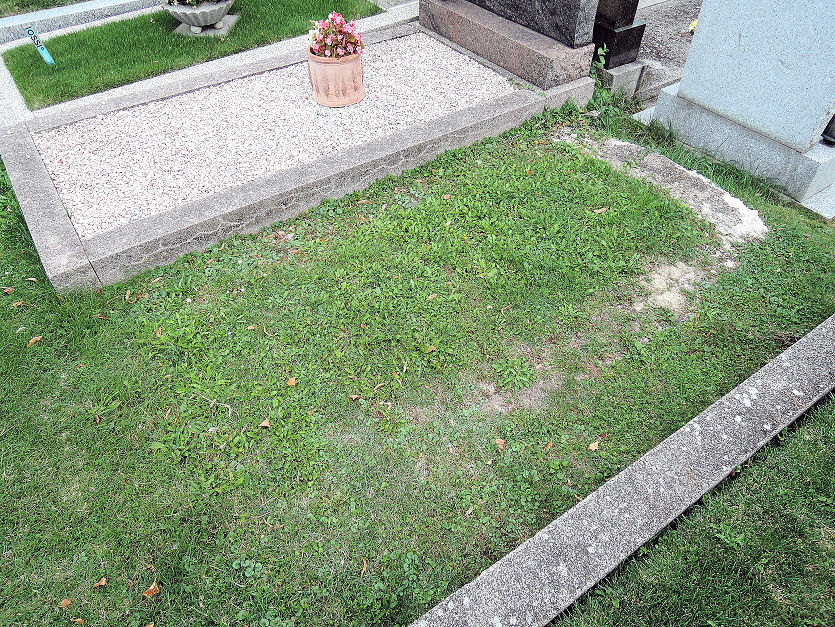
Hans Müllers Grab auf dem Baumgartner Friedhof

Hans Müller (* 1. Dezember 1896 in Wien; † 28. Februar 1971 ebenda) war ein österreichischer Schachspieler, Autor und Graphologe.

## Leben
Sein Vater Johann Müller war ein bekannter Kapellmeister. So studierte Hans zunächst Musik, spielte Klavier und sammelte alte Musiknoten. 1914, mit Beginn des Ersten Weltkrieges, rückte er freiwillig zum Kriegsdienst ein. Von Januar 1915 bis zum Ende des Krieges stand er in einer Sturmmaschinengewehr-Abteilung an der Front. Er erhielt zusammen mit seiner Mannschaft zahlreiche Tapferkeitsmedaillen. Im Sommer 1918 kehrte er als Leutnant verwundet in die Heimat zurück. Seine Eltern hatten durch die Geldentwertung inzwischen ihr ganzes Vermögen verloren und Hans schlug sich mit Gelegenheitstätigkeiten durchs Leben. Er gab sein Maschinenbau-Studium auf und arbeitete als Bankbeamter, Lehrer (Schach, Sprachen, Musik, Skilauf, Tennis) und Hilfsarbeiter. Später arbeitete er als Graphologe, widmete aber viel Zeit dem Schach.

## Schach
Im Jahre 1922 wurde Müller österreichischer Meister. Zwischen 1930 und 1940 hatte er gute Turniererfolge zu verzeichnen. Er gewann 1933 das Turnier von Wien zusammen mit Grünfeld vor Spielmann sowie das Turnier in San Benedetto del Tronto. 1934 teilte er sich erneut mit Grünfeld in Klosterneuburg den ersten Platz. 1947 erreichte er bei der österreichischen Staatsmeisterschaft den dritten, 1948 den zweiten Platz. Er vertrat Österreich bei den Schacholympiaden 1928, 1930, 1933, 1935 und 1950 sowie der inoffiziellen Schacholympiade 1936. 1933 erreichte er das drittbeste Einzelergebnis am vierten Brett. 1942 wurde er zusammen mit Georg Klaus geteilter Zweiter bei der deutschen Schacheinzelmeisterschaft in Bad Oeynhausen, die Ludwig Rellstab gewann.
1950 erhielt er von der FIDE den Titel Internationaler Meister.
Seine beste historische Elo-Zahl erreichte er im November 1940. Sie betrug 2588. Im Januar 1944 erreichte er mit Platz 30 seinen besten Platz in der Weltrangliste.
Er war auch im Fernschach erfolgreich: In der Bundesmeisterschaft des Internationalen Fernschachbundes IFSB 1932 siegte er vor Eduard Dyckhoff und Erich Eliskases.

## Schachautor
Müller schrieb Artikel für verschiedene Schachzeitungen. Er war Redakteur der sonntäglichen Schachecke in der Reichspost. Außerdem verfasste er einige Schachbücher, die internationale Bedeutung erlangten. Dabei war seine große Sammlung von Schachpartien und -analysen hilfreich.

## Andere Aktivitäten
Müller spielte auch Tennis und war im Skisport aktiv. Im Florettfechten errang er eine Silbermedaille. Im Slalomlauf errang er den 1. Preis der Polizeisportvereinigung auf der Planneralm, ebenso im Armeemaschinengewehrschießen.

## Publikationen
- Die englische Partie (1928)
- Praktische Eröffnungsstrategie (1928)
- Schach-Olympiade Warschau 1935 (1936)
- Das Carl-Schlechter-Gedenkturnier des Schachklubs Hietzing (1947)
- Praktische Schachstrategie (1947)
- Carl Schlechter Gedenkturnier 1949 (1949)
- Botwinnik lehrt Schach (1949 Verlag Willy Verkauf, 1967)
- Botwinnik Bronstein (1951)
- Das internationale Carl Schlechter-Gedenkturnier 1951 (1951)
- Die Schacholympiade in Helsinki 1952 (1953)
- Lerne kombinieren (1953)
- Schachgenie Aljechin (1953, zusammen mit A. Pawelczak)
- Angriff und Verteidigung, Walter de Gruyter, Berlin 1960
- Das Zentrum in der Schachpartie (1963)
- Vom Element zur Planung (1970)